# Nusa Lembongan
Nusa Lembongan är en ö i Indonesien.   Den ligger i provinsen Provinsi Bali, i den sydvästra delen av landet, 1 000 km öster om huvudstaden Jakarta. Arean är 8,0 kvadratkilometer.
Terrängen på Nusa Lembongan är platt. Öns högsta punkt är 65 meter över havet. Den sträcker sig 3,5 kilometer i nord-sydlig riktning, och 5,1 kilometer i öst-västlig riktning.